# Аукруг
Аукруг (њем. Aukrug) општина је у њемачкој савезној држави Шлезвиг-Холштајн. Једно је од 165 општинских средишта округа Рендсбург. Према процјени из 2010. у општини је живјело 3.724 становника. Посједује регионалну шифру (AGS) 1058009.

## Географски и демографски подаци
Аукруг се налази у савезној држави Шлезвиг-Холштајн у округу Рендсбург. Општина се налази на надморској висини од 20 метара. Површина општине износи 49,9 km². У самом мјесту је, према процјени из 2010. године, живјело 3.724 становника. Просјечна густина становништва износи 75 становника/km².

## Међународна сарадња
| Мјесто | Држава       | Врста сарадње | Од    |
| ------ | ------------ | ------------- | ----- |
| Сјен   | Буркина Фасо | партнерство   | 1995. |
| Извор  |              |               |       |